# Al-Mayasa bint Hamad bin Chalifa Al Thani

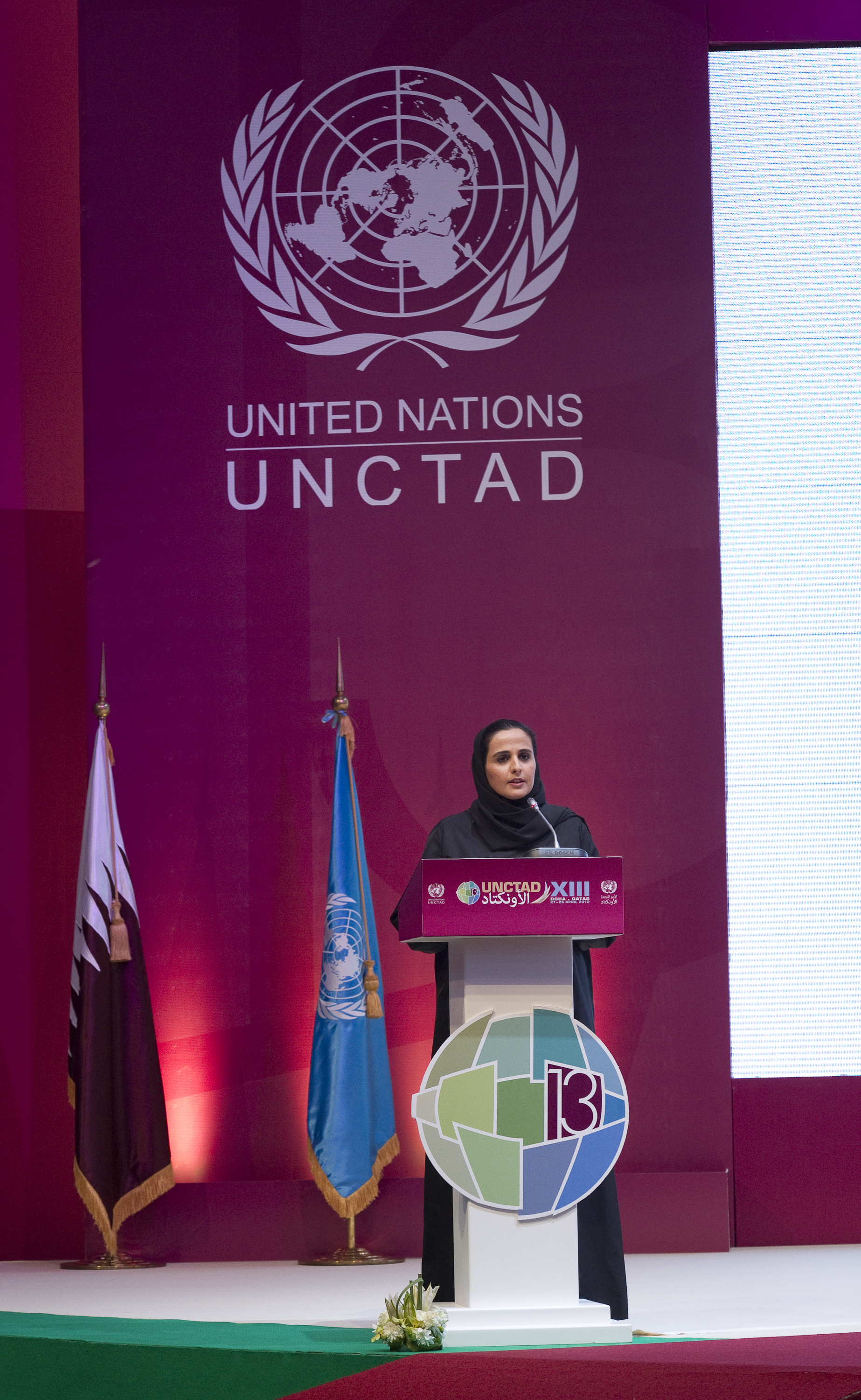
Al-Mayasa bint Hamad bin Chalifa Al Thani, 2012

Scheicha Al-Mayasa bint Hamad bin Chalifa Al Thani (arabisch المياسة بنت حمد بن خليفة آل ثاني, DMG al-Mayāsa bt. Ḥamad b. Ḫalīfa Āl Ṯānī, geboren 1983 in Doha, Emirat Katar) ist die Vorsitzende der Museumsbehörde des Emirates Katar (Qatar Museums Authority), der zum Beispiel das Museum für Islamische Kunst, das Arabische Museum für moderne Kunst und die QMA Gallery unterstehen; weitere Museen sind geplant. Außerdem ist sie Leiterin des von ihr 2010 gegründeten Film-Instituts in Doha.

## Familie
Sie ist die Tochter von Hamad bin Chalifa Al Thani mit seiner zweiten Frau Musa bint Nasser al-Missned, damit also die Schwester des amtierenden Emirs von Katar, Tamim bin Hamad Al Thani. Seit Januar 2006 ist sie verheiratet mit Scheich Jassim bin Abdul Aziz Al-Thani, mit dem sie drei Söhne hat.

## Ausbildung
Al-Mayasa bint Hamad bin Khalifa Al Thani besitzt keine spezielle wissenschaftliche Ausbildung in Bildender Kunst. An der amerikanischen Duke University hat sie 2005 einen Bachelor-Abschluss in Politologie und Literaturwissenschaft erlangt. Im Rahmen des Studiums absolvierte sie von 2003 bis 2004 auch ein Jahr in Paris an der Université Paris 1 Panthéon-Sorbonne und der Sciences Po.

## Bedeutung auf dem internationalen Kunstmarkt
Das amerikanische Forbes Magazine hat Al-Mayasa bint Hamad bin Chalifa Al Thani 2014 in seiner Liste The World’s 100 Most Powerful Women auf Rang 91 gesetzt, ebenso hat das Magazin TIME sie in seine Liste der 100 einflussreichsten Menschen der Welt aufgenommen. Das Kunstfachmagazin ArtReview führte sie in seiner jährlichen Liste der 100 mächtigsten Personen des weltweiten Kunstmarktes (Power 100) im Jahr 2013 an erster Stelle, im Jahr 2014 auf Rang 13. Der Wirtschaftsnachrichtenservice Bloomberg schätzte den ihr zur Verfügung stehenden Jahresetat für Kunstankäufe im Jahr 2013 auf etwa  eine Milliarde US-Dollar.